# Liceo de Artes y Oficios de São Paulo
El Liceo de Artes y Oficios de São Paulo (LAOSP) es una institución educativa fundada en 1873 cuyas principales actividades se dan en el ámbito de la educación profesional, actuando también en la producción industrial y cultural..
Actualmente, el LAOSP es una sociedad civil de derecho privado compuesta por tres organismos diferentes: la LAO-Industria (resultado del desmembramiento de la actividad productiva de la escuela, especializada en la fabricación de hidrómetros, medidores de gas y materiales para la construcción civil y actúa también como sostenedora de las actividades educacionales del Liceo); la Escuela Técnica del LAOSP (responsable por la actividad principal del LAOSP ofreciendo cursos técnicos, enseñanza media y cursos libres relacionados al área de la tecnología) y el Centro Cultural (responsable de la promoción de las artes en general y de la preservación de la memoria de la propia institución.